# David Ward (śpiewak)
David Ward (ur. 3 lipca 1922 w Dumbarton, zm. 16 lipca 1983 w Dunedin) – szkocki śpiewak operowy, bas.

## Życiorys
Studiował w Royal College of Music w Londynie u Clive’a Careya oraz u Hansa Hottera w Monachium. W 1952 roku został członkiem zespołu londyńskiej Sadler’s Wells Opera, z którą w 1953 roku zadebiutował jako śpiewak w operze The Immortal Hour Rutlanda Boughtona. W 1960 roku wystąpił jako Pogner w Śpiewakach norymberskich w Covent Garden Theatre. Na tej scenie kreował też rolę Morosusa w brytyjskiej premierze Milczącej kobiecie Richarda Straussa w 1961 roku. W latach 1960–1962 występował na festiwalu w Bayreuth. W 1964 roku rolą Sarastra w Czarodziejskim flecie debiutował w Metropolitan Opera w Nowym Jorku. Gościnnie występował w Mediolanie, Paryżu, Buenos Aires, San Francisco i Meksyku.
Poza rolami wagnerowskimi prezentował różnorodny repertuar, od utworów J.S. Bacha po opery Igora Strawinskiego. Wykonywał role m.in. Hundinga w Walkirii, Fasolta w Złocie Renu, Króla Marka w Tristanie i Izoldzie, Filipa II w Don Carlosie, Borysa Godunowa w Borysie Godunowie.
Komandor Orderu Imperium Brytyjskiego (1972).